# Saint-Jean-Rohrbach
Saint-Jean-Rohrbach là một xã trong tỉnh Moselle, vùng Grand Est đông bắc nước Pháp.